# Johann Peter Gogarten
Johann Peter Gogarten es un biólogo estadounidense, nacido en Alemania; que ha estudiado la evolución temprana de la vida. 
Nacido en Bad Oeynhausen, Alemania, estudió fisiología vegetal y transporte de membrana con Friedrich-Wilhelm Bentrup, en la Universidad de Tubinga y en la de Giessen. En 1987 se mudó a EE. UU. por un postdoctorado con el Prof. Lincoln Taiz, en la Universidad de California en Santa Cruz. Actualmente es profesor distinguido de Biología Molecular y Celular en la Universidad de Connecticut en Storrs, CT.
Gogarten buscó las raíces del árbol de la vida usando una duplicación de genes antiguos. También fue uno de los pioneros en reconocer la importancia y el alcance de  la transferencia genética horizontal; y, su rol en la evolución microbiana.
Uno de los enfoques actuales de Gogarten en su investigación es la evolución de endonucleasa homing utilizando elementos genéticos parásitos (inteínas) y el entrelazamiento de la selección que se produce a nivel genético, poblacional y comunitario. (selección multinivel, unidad de selección).

## Honores
- 2009: seleccionado como receptáculo de una beca Fulbright,

### Membresías
- CT Academy of Science and Engineering,
- American Academy of Microbiology,
- International Society for the Study of the Origin of Life.[5]